# Wahlenbergia verbascoides
Wahlenbergia verbascoides är en klockväxtart som beskrevs av Mats Thulin. Wahlenbergia verbascoides ingår i släktet Wahlenbergia och familjen klockväxter.
Artens utbredningsområde är Angola. Inga underarter finns listade i Catalogue of Life.